# Joloches
Los Joloches o joroches son un platillo de la cocina de la Península de Yucatán, en México (que abarca los estados de Yucatán, Campeche y Quintana Roo).
Son pequeñas bolas de masa de maíz hechas a mano, cuyo relleno es huevo con longaniza (embutido de carne con achiote, los prehispánicos no se rellenaban de nada) y cocidos en frijol negro cocido, licuado y colado. Se adereza con chiltomate, una salsa de tomate asado condimentada y usualmente con chile habanero.

## Historia
El origen de este platillo es incierto, aunque algunos califican como prehispánica y de origen maya, no hay registros fehacientes que lo sustenten. Más bien parece la evolución de la comida doméstica. Se encuentra solo en un restaurante en Mérida y varios en Valladolid y Ticul, sin embargo, es común en la dieta del yucateco. 
- Datos: Q5933874